# Dzjoengaren
De Dzjoengaren, Tsoengaren of Juun Ghar waren een stam van de Oirat-Mongolen. Vanaf de 17e eeuw begonnen ze een ontwikkeling, die in de 18e eeuw tot de staat Dzjoengarije leidde. Die staat was een rivaal van Rusland, maar vooral van China. Even na het midden van de 18e eeuw werd Dzjoengarije vernietigd door keizer Qianlong van de Qing-dynastie. Het grootste deel van het Dzjoengaarse volk werd daarbij geëlimineerd.

## Historische achtergrond
In 1368 viel in China de Mongoolse Yuan-dynastie die werd opgevolgd door de Chinese Ming-dynastie. De meeste Mongolen keerden terug naar hun oorspronkelijke leefgebieden. De Mongoolse dynastie werd voortgezet in de Noordelijke Yuan-dynastie. Formeel konden alleen afstammelingen van Dzjengis Khan in de mannelijke lijn de keizerstitel (Khagan) dragen.

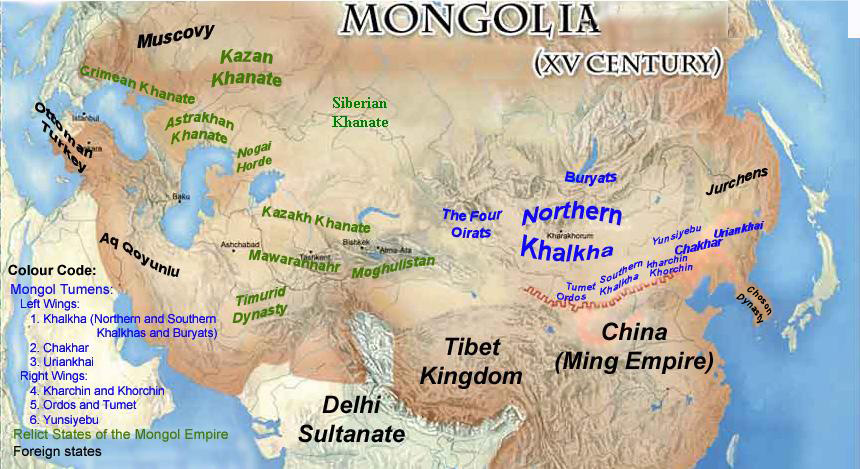
Verschillende volken in Azië rond 1500

De groep, die iets later aangeduid zou gaan worden als Chahar-Mongolen vestigde zich - globaal - in het gebied dat nu de Chinese provincie Binnen-Mongolië is.
De in omvang grootste groep, de Khalkha-Mongolen, vestigde zich in het gebied dat nu - globaal - de republiek Mongolië vormt. De Oirat-Mongolen vestigden zich ten westen daarvan, in het gebied ten westen van het Altaj-gebergte en ten noorden van het Tianshan-gebergte.
In de 17e eeuw werd het gebied tussen de Oirats en de Khalka's - globaal de omgeving rondom de huidige stad Hovd - bewoond door aan de Khalka's verwante Mongolen, van wie de stamleiders (en soms ook de stam zelf) aangeduid worden met de naam Altyn Khan.
De enige uitzondering vormde de groep Mongolen die zich al in de periode van Dzjengis Khan en rond het midden van de 13e eeuw gevestigd hadden in de omgeving van Kokonor in Amdo. Dit gebied viel buiten de grenzen van de Ming-dynastie en hier bleven daar gevestigde Mongolen dan ook wonen.
De Dzjoengaren waren een van de vier stammen van de Oirat-Mongolen. De overige drie waren de Dörbet, Torgut en Khoshut. Het woord Dzjoengaar is een samenvoeging van jegün dat "links" of "oost" betekent en yar dat de betekenis van "hand" of "vleugel" heeft. (In het Mongools heeft "links" ook de betekenis van "het oosten" en "rechts" de betekenis van "het westen".) De Dzjoengaren woonden dan wel ten westen van de oostelijke Mongolen, zoals de Khalka's, maar hun naam is het gevolg van het feit, dat ze de "linkervleugel" vormden van de Oirats.

## Periode tot 1600

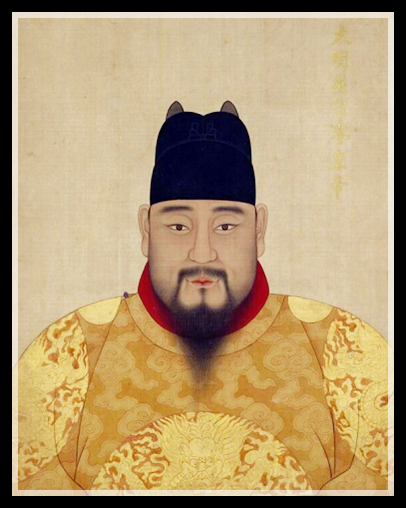
Zhentong

Er was grote onderlinge rivaliteit tussen de Mongoolse stamfederaties. De westelijke Mongolen, onder wie de Dzjoengaren werden aan het eind van de 14e eeuw dominant ten opzichte van de meer oostelijk wonende stamfederaties, zoals de Khalka's. In die laatste stamfederatie waren wel de lijnen van afstamming van Dzjengis Khan te vinden. De oostelijke Mongolen ontzegden dan ook westelijke Mongolen het recht de titel Khan te mogen dragen. Meestal droegen de leiders van de westelijke Mongolen dan ook de titel tayisi. Pas later in de 17e eeuw gaan leiders van westelijke Mongolen er toch toe over zichzelf tot Khan uit te roepen.
De Dzjoengaren lieten hun geschiedenis aanvangen met Esen tayisi (?-1455). In de eerste helft van de 15e eeuw wist Esen tayisi de Oirats tot een machtige federatie te maken. Hij wist een rijk te creëren van het noorden van Korea in het oosten naar het gebied rondom de oase Hami aan de Zijderoute. De meest westelijke grens van het gebied werd gevormd door de rivier de Irtysj.
In 1499 leidde Esen een inval in het noorden van China. Daarbij werd de keizer Zhengtong (1427-1464) gevangengenomen. De Chinese regering weigerde echter het gevraagde losgeld te betalen en een broer van Zhentong werd de nieuwe keizer. De troepen van Esen wisten op te rukken tot aan de muren van Peking, maar werden uiteindelijk gedwongen zich terug te trekken.
In 1451 bereikte Esen het hoogtepunt van zijn macht toen hij de keizer van de Noordelijke Yuan-dynastie,Tayisung Khan Toghtoa Bukha, versloeg. De laatste werd in 1452 vermoord. In 1453 liet hij zich uitroepen tot keizer van de dynastie en had het voornemen die titel al over te dragen aan zijn zoon Amasanj. Dat was voor een grote meerderheid van de Mongolen onaanvaardbaar. Esen kon zich niet beroepen op een rechtstreekse afstamming van Dzjengis Khan. Dat leidde uiteindelijk tot een opstand van een aantal van zijn generaals en tot de moord op Esen in 1455.
Na zijn dood viel het door hem gecreëerde rijk weer uiteen. De oostelijke Mongolen onder Dayan Khan brachten de Dzjoengaren begin 16e eeuw een aantal zware nederlagen toe. Het zou tot de 17e eeuw duren voor de Dzjoengaren weer een factor van betekenis werden, nadat zij het kanaat van de Altyn Khan beslissend hadden verslagen.

## De periode 1600-1670

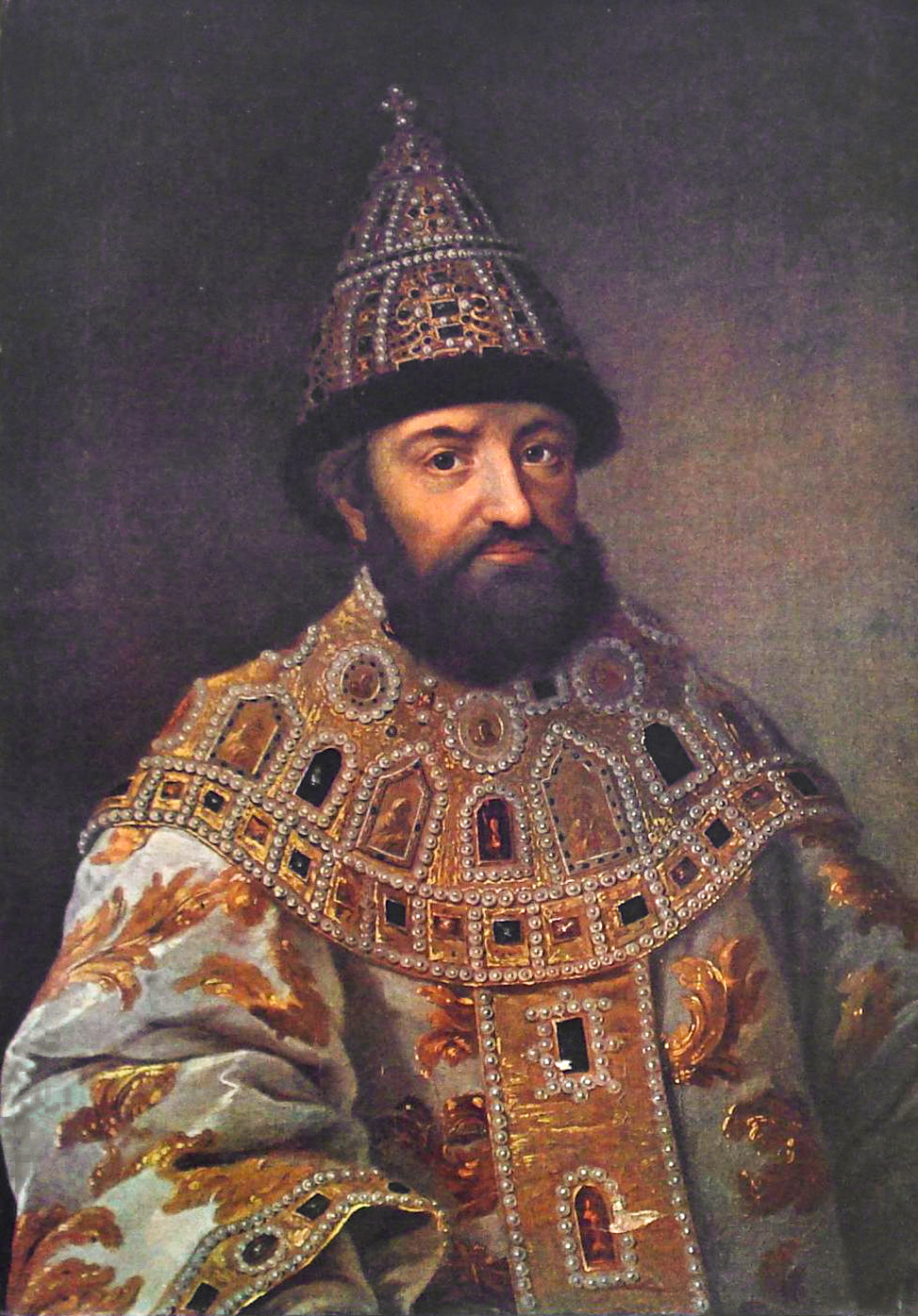
Tsaar Michael I

De geschiedenis van de Dzjoengaren in de 17e eeuw moet gezien worden tegen de achtergrond van een aantal ontwikkelingen in China en Centraal-Azië.
De eerste ontwikkeling was die van de opkomst van de Mantsjoes. Nog voor de omverwerping van de Ming-dynastie in 1644 door de Mantsjoes voerde hun eerste keizer Hong Taiji in 1632 een campagne tegen de Chahar-Mongolen. Die gingen de confrontatie niet aan. Hun leider Ligdan Khan vluchtte met ongeveer 100.000 man naar Kokonor. Na zijn dood in 1634 wisten de Mantsjoes het gebied van de Chahar-Mongolen (de huidige Chinese provincie Binnen-Mongolië) aan hun rijk toe te voegen.
De tweede ontwikkeling was het steeds verder oprukken van Rusland in Centraal-Azië. Tobolsk was eind 16e en begin 17e eeuw de stad die het meest in contact stond met meerdere Mongoolse stammen. In de stad Tara in de huidige Oblast Omsk vonden de eerste contacten met Dzjoengaren in 1606 plaats. In 1607 was er al de eerste delegatie van Dzjoengaren naar Moskou. De delegatie vroeg de mogelijkheid om kudden te weiden ten westen van de rivier de Irtysj en langs de Ob alsmede om te kunnen handelen in Siberische steden in ruil voor een alliantie met de Russen tegen hun rivaal de Altyn Khan. De Russen gingen akkoord met de mogelijkheden van weiderechten, maar weigerden iedere vorm van alliantie aan te gaan, zolang de Dzjoengaren niet eerst trouw zwoeren aan de tsaar en iasak, een vorm van belasting, betaalden.
Dit zou het belangrijkste patroon worden in de Mongools-Russische relaties. Mongolen vroegen steeds Russische steun tegen hun andere Mongoolse rivalen, de Mantsjoes en de Chinezen en het recht te handelen in Siberische grenssteden, terwijl de Russen het doel hadden om afzonderlijke stammen te onderwerpen aan het gezag van de tsaar om op die wijze verdere toegang tot China te verkrijgen.
De eerste grote leider van de Dzjoengaren, Khara Khula (overleden 1635), zond in 1620 weer een missie naar Moskou. Hij ontving het eerste schrijven van een Russische tsaar aan een Mongools stamhoofd. Michaël I schreef U, Kara Khula zal zich onderwerpen aan Rusland en daarna onze bescherming tegen uw vijanden ontvangen. In 1628 wist Khara Khula met hulp van andere stammen van de Oirat een grote overwinning te boeken op de Altyn Khan. Hiermee kregen de Oirats gebieden terug, zoals het oosten van Turkestan, dat in de 16e eeuw voor hen verloren was gegaan.
De voortdurende strijd tegen andere Mongoolse rivalen was echter ook een van de redenen, die tot gevolg had dat de stam van Torgut in 1630 in zijn geheel naar het gebied van de Wolgadelta migreerde. (In 1771 - toen de Dzjoengaren als volk niet meer bestonden - migreerde het grootste deel weer terug. Het gedeelte dat in Rusland achterbleef, werd de Kalmukken genoemd.)
De opvolger van Khara Khula was zijn zoon Erdeni Batur (r.1635 -1653). Hij haalde opnieuw de betrekkingen met de Russen aan. Gedurende zijn periode zond hij 33 delegaties naar Moskou en ontving 19 Russische delegaties uit Siberië. Hij nam de titel Hontaiji aan, de belangrijkste titel bij de Mongolen na die van Khan. Hij werd dan ook wel benoemd als Batur Hongtaiji.

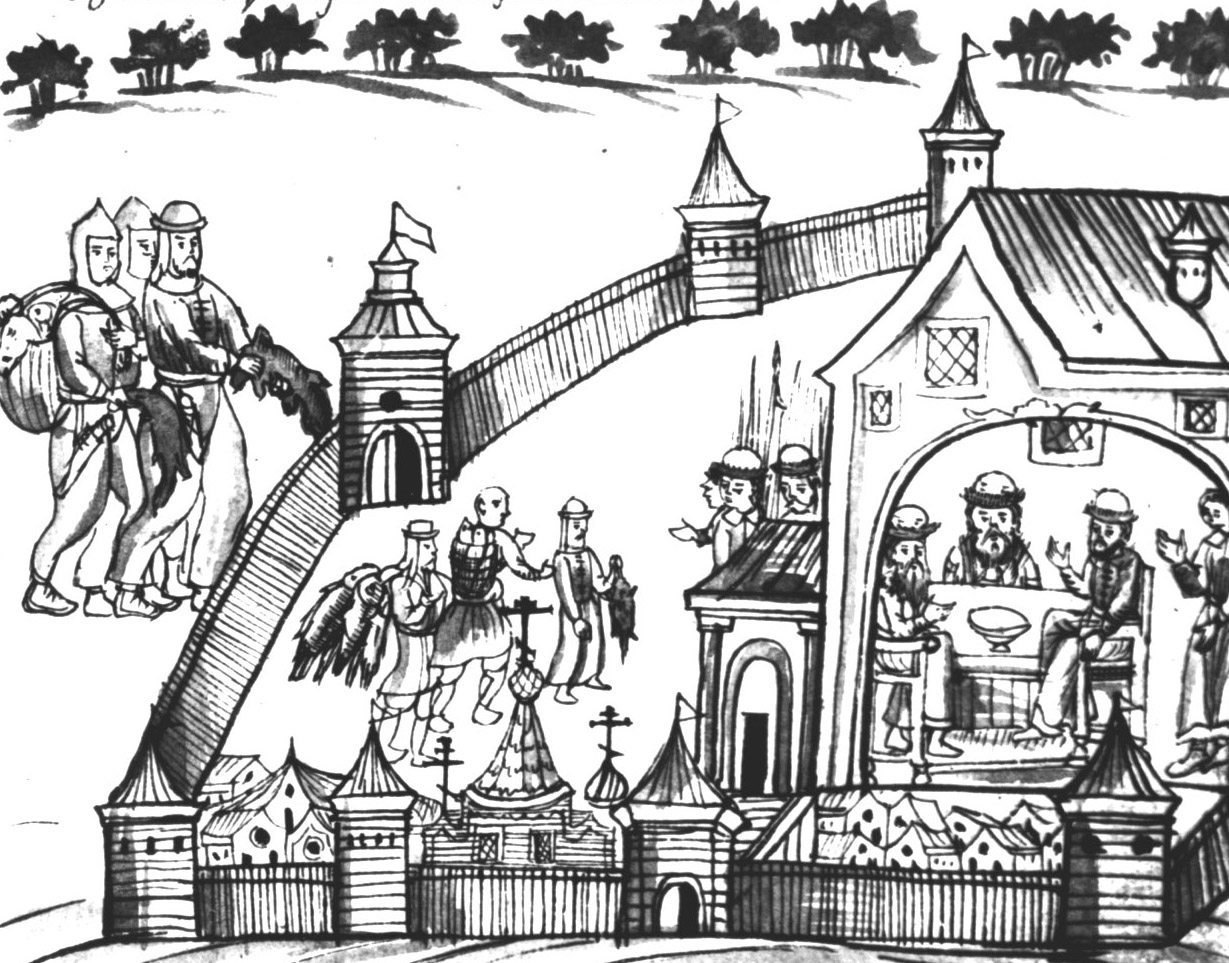
Russische bestuurders in het pas gestichte fort bij Tjoemen

Twee potentiële mogelijkheden tot conflicten met de Russen werden opgelost. Het eerste was de toegang tot zout. Dit vormde een belangrijke bron van inkomsten voor de Dzjoengaren. Zout was essentieel voor de kolonisten in Siberië. Met name rondom het zoutmeer van Lob Nuur waren er voortdurend problemen. In 1636 kwam er een overeenkomst waarbij de Dzjoengaren daar zout konden winnen en Batur Hongtaiji toestond dat Russische zoutkaravaans over grondgebied van de Dzjoengaren naar het zoutmeer konden reizen in ruil voor grotere mogelijkheden voor handel met de Russen. Bij het zoutmeer ontstond het belangrijkste handelscentrum in Siberië tot aan de opkomst van Kjachta in de 18e eeuw.
Het tweede potentiële conflict betrof de vraag wie gerechtigd was belasting te vragen aan de Kirgiezen langs de rivier de Yenisei. Dit werd op ingenieuze wijze opgelost door het creëren van een gezamenlijke verantwoordelijkheid daarvoor. Het resultaat was, dat de Kirgiezen nu aan zowel de Dzjoengaren als de Russen belasting dienden te betalen.
Batur kon handelen in plaatsen als Tobolsk, Tjoemen en vooral Tomsk. De handel werd meestal gedreven onder een dekmantel van diplomatieke giften, waarbij de Dzjoengaren paarden, vee, huiden en bont ruilden voor producten als textiel, leer, zijde, metalen voorwerpen en ivoor van walrussen.
Historici verschillen van mening of Batur zelf echt al de bedoeling had een staat Dzjoengarije te stichten. Er is wel overeenstemming, dat Batur besefte, dat er aanzienlijk meer nodig was dan vormen van nomadendom om continuïteit te verkrijgen. Hij vroeg en kreeg van de Russen grote hoeveelheden kippen en varkens, die hij naar pas gestichte boerderijen in recent veroverde gebieden liet overbrengen. De Russen weigerden echter deskundigen te leveren om vuurwapens en buskruit te maken.
Rond 1640 begon Batur zijn hoofdstad te bouwen met stenen forten en een boeddhistisch klooster nabij Kubak Zar tussen Lob Nuur en de rivier de Irtysj. Boeren werden uit Turkestan gehaald om de omliggende gronden te bebouwen. Chinezen, Mongolen, Siberiërs, die oorspronkelijk uit Bochara kwamen en geestelijken hadden allen een aparte wijk. Na zijn dood begon de stad echter te vervallen en er zijn nu nauwelijks nog sporen van aanwezig.
De meeste historici gingen er tot voor kort van uit, dat Batur en de boeddhistische missionaris Zaya Pandita het initiatief namen voor de grote Pan-Mongoolse conferentie in 1640. Recenter onderzoek heeft echter aangetoond, dat de echte drijvende kracht hiervoor de Jasaktu Khan van de Khalka-Mongolen was. De conferentie werd ook gehouden in gebied van de Khalka's. De Jasaktu Khan had ook om geo-strategische argumenten de meeste reden bevreesd te zijn voor de groeiende macht van de Mantsjoes en dus ook het grootste belang bij het stand komen van een alliantie tegen de Mantsjoes. Het was de laatste keer dat het idee van de hernieuwde totstandkoming van één grote Mongoolse confederatie besproken werd. Voor de westelijke Mongolen waren de Mantsjoes in 1640 echter nog geen acute bedreiging. Verder maakte de eeuwige stammenstrijd tussen de diverse Mongoolse facties de poging tot vorming van één confederatie van tevoren irreëel.
Batur overleed in 1653. Hij had negen zoons, waarvan de meesten een lange onderlinge machtsstrijd voerden. Pas in 1661 was er een duidelijke winnaar in de persoon van Sengge. Het was Sengge, die het kanaat van de Altyn Khan in 1662 een vernietigende nederlaag toebracht. In 1670 voerden twee halfbroers van hem een coup uit, waarbij Sengge vermoord werd.

## De periode van Galdan

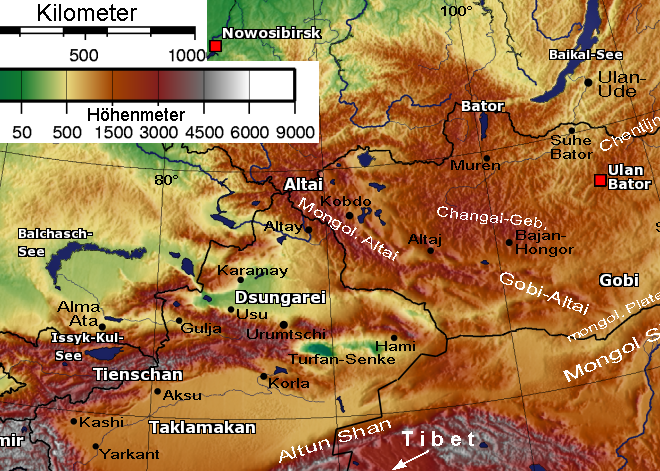
Dzjoengarije

Galdan, (1644-1697 een van de andere zonen van Sengge verbleef tijdens die coup in Tibet. De stammen van de Oirat-Mongolen hadden zich eind 16e eeuw bekeerd tot het Tibetaans boeddhisme. Het werd sinds die tijd gebruikelijk onder de adel van de Oirat-Mongolen om minimaal één zoon voor studie naar Tibet te sturen en wellicht monnik te worden. Op de leeftijd van 6 of 7 jaar verbleef Galdan in ieder geval al in Lhasa.
Galdan keerde na de moord op zijn vader Sengge onmiddellijk terug naar zijn geboortegrond. Hij versloeg de rebellen en creëerde snel een machtspositie.
De meeste historici zijn van opvatting dat Galdan zo niet in opdracht dan op zijn minst op dringend advies van de vijfde dalai lama naar zijn geboortegebied zou zijn teruggekeerd.
De dalai lama zou niet graag het kanaat van de Dzjoengaren uiteen hebben zien vallen als gevolg van interne familietwisten. Een coalitie met de Dzjoengaren was voor de dalai lama belangrijk als tegenhanger voor de invloed van de Mantsjoes, die inmiddels in China de Qing-dynastie hadden gesticht. Vanaf die periode werkte Galdan nauw samen met Lhasa. Vooral na de dood van de dalai lama in 1682 toen Sanggye Gyatso, de regent van Tibet, diens dood geheim hield en zelf de macht in handen nam.
In de jaren na 1670 schakelde hij een aantal rivalen uit, zoals de Ochirtu Khan in 1678. Het was deze campagne die hem voor het eerst in gewapend conflict bracht met de Tusheti Khan van de Khalka-Mongolen, de broer van Zanabazar, de eerste jabzandamba, de hoogste geestelijke autoriteit van de Mongolen. In 1679 en 1680 veroverde Galdan het grootste deel van Turkestan met de rijke oasen van Hami en Turpan. In 1679 ontving hij van de dalai lama de titel van Boshugtu Khan (Khan bij de Gratie God).

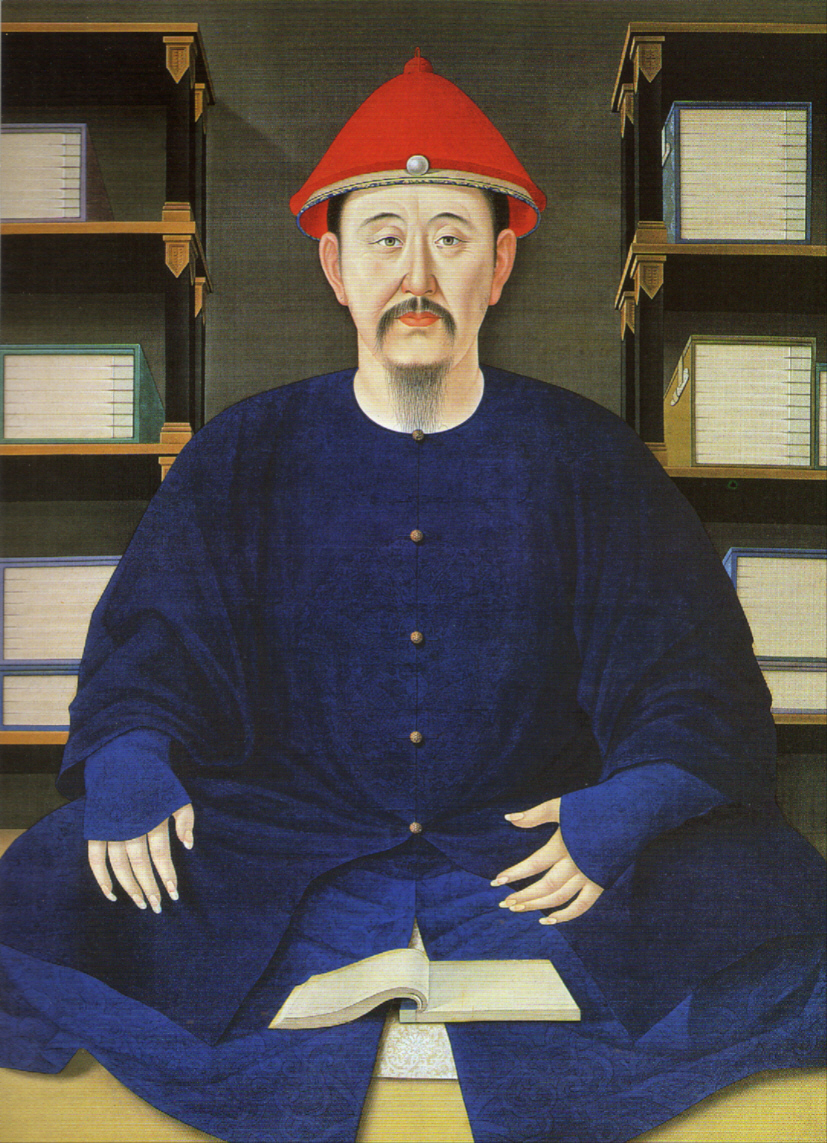
Kangxi

In het volgende decennium werden de contacten met zowel de Russen als de Qing-dynastie frequenter. Er werden delegaties over en weer ontvangen. De relaties met de Qing-dynastie waren aanvankelijk redelijk. De keizer Kangxi had een voorkeur voor Galdan als sterke overheersende factor die de andere westelijke Mongoolse stammen in bedwang kon houden. Kangxi zond een delegatie naar Galdan met een aantal personen die Tibetaans beheersten. De zeer religieuze Galdan was daarvan zeer onder de indruk.
Er groeiden echter spanningen. Het eerste was dat Galdan naar zijn mening onvoldoende mogelijkheden voor het drijven van handel in China en aan de grenssteden van China kreeg. De toegelaten omvang van de tribuutmissies die Galdan naar China wilde sturen om in het land zelf te handelen was veel beperkter dan hij wenste. De handelsmissies naar China zelf - onder de naam van tribuutmissies - werden echter traditioneel voor een belangrijk deel - verblijfskosten, ontvangsten - door het Chinese hof betaald. Galdan zond missies met duizenden deelnemers, ver boven de afgesproken quota.
Het tweede was dat de expansie van de macht van Galdan een aantal van de op de vlucht geslagen westelijke Mongoolse stammen ertoe bracht om de Chinese grens over te steken, alleen al om te kunnen overleven. Naar het oordeel van Kangxi werkte Galdan onvoldoende aan een oplossing hiervoor mee.
Het was uiteindelijk een onderlinge strijd tussen een aantal stammen van de oostelijke Khalkha-Mongolen die de directe aanleiding werd van het militaire conflict tussen Kangxi en Galdan. De belangrijkste strijd speelde zich af tussen de stammen van de Tusheti-Khan, de broer van Zanabazar en die van de Jasaktu Khan. Kangxi had op dat moment geen enkel belang bij instabiliteit aan de noordgrens van zijn rijk en riep de dalai lama op tot bemiddeling in het conflict. (Kangxi wist op dat moment niet, dat de dalai lama reeds overleden was.)
U, dalai lama met uw mededogen, de krijgsheren van de Khalkha's respecteren u en uw onderricht. U bent ook gehoorzaam aan onze dynastie. Ik ben bezorgd dat de stam van de Jasukthu Khan niet bijeen kan komen. Dat zal onderling bloedvergieten en oorlog betekenen. U moet het mogelijk maken dat de stam van de Jasukthu Khan kan terugkeren en vrede stichten tussen hen in opdracht van mijn onpartijdig altruïsme. Zend een hoge lama naar de grens van het Khalkha gebied om daar mijn vertegenwoordiger te ontmoeten.— Keizer Kangxi aan de vijfde dalai lama, 1684
De bijeenkomst vond plaats in 1686. De Khans en prinsen van de Khalka's zwoeren de eed van eeuwige vrede, waarbij ieder beloofde naar zijn eigen gebied terug te keren. Het volgende jaar kwam Galdan met een aantal bezwaren tegen en klachten over de bijeenkomst. De voornaamste was dat de daar aanwezige Zanabazar, de jabzandamba van de Khalka-Mongolen, onvoldoende respect had getoond voor de vertegenwoordigers van de dalai lama.
Tegelijkertijd verplaatste Galdan zijn militaire hoofdkwartier naar het oosten en kwam daarmee op het gebied dat beheerst werd door de Jasaktu Khan. De Tusheti-Khan vreesde een invasie van Galdan in zijn eigen gebied en besloot hem zelf aan te vallen. In een eerste schermutseling doodde hij niet alleen de Jasaktu Khan, maar ook een broer van Galdan, die met enige Dzjoengaarse troepen aanwezig was.
Kort daarna begon de grote aanval van Galdan op de Khalkha-Mongolen. Hij viel hun gebied binnen en richtte in 1687 en 1688 een slachting onder de Khalkha's aan. Een aantal van hen vluchtte naar door de Russen beheerst gebied, maar het grootste deel trok de Gobiwoestijn over en wilde zich onder bescherming van de keizer stellen. Kangxi hield dat verzoek eerst af, mede omdat hij van mening was dat Zanabazar en de Tusheti-Khan de aanval van Galdan hadden uitgelokt. Hij ging echter niet in op eisen van Galdan die twee aan hem uit te leveren. Enkele jaren later accepteerden de Khalka's hun formele onderwerping aan de keizer tijdens een bijeenkomst in Dolon Nor. Het resultaat daarvan was dat het gebied van Mongolië tot aan 1911 onderdeel zou uitmaken van het Chinese rijk.
Het conflict tussen Galdan en Kangxi was onontkoombaar geworden. In 1689 sloten China en Rusland het verdrag van Nertsjinsk. Een van de strategische bedoelingen van Kangxi was, dat hiermee voorkomen werd dat Galdan ooit een militaire alliantie met de Russen zou kunnen sluiten. Op het veld van de Ulang Butong versloeg het Qing-leger in 1690 dat van Galdan. Het was echter geen beslissende zege. Galdan en een groot deel van zijn manschappen wisten te ontkomen.

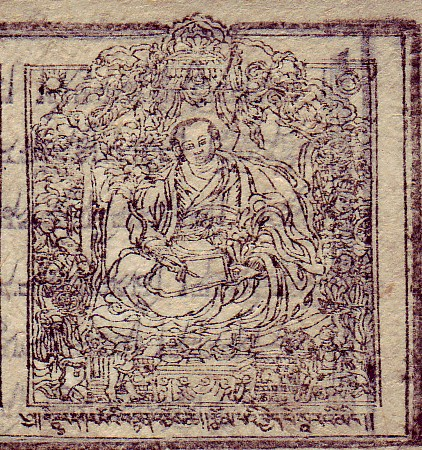
De regent van Tibet, Sangye Gyatso

In deze periode werd Galdan ook geconfronteerd met een conflict in Dzjoengarije zelf.
Tsewang Rabtan (1643-1727) was de zoon van Sengge, de vermoorde broer van Galdan. Hij werd al eerder door Galdan als een bedreiging gezien en Galdan had in 1688 een mislukte poging gedaan hem te laten vermoorden. Daarna kwam Tsewang Rabtan in opstand tegen Galdan en nam met een aantal troepen Hami en omgeving in. Vanaf 1690 probeerde Kangxi de strijd tussen Galdan en Tswewang Rabtan uit te buiten. Tegelijkertijd namen de vermoedens van Kangxi over een alliantie tussen Galdan en de dalai lama toe. In 1691 schreef Kangxi dan ook op een heel andere toon aan de dalai lama. (Kangxi wist nog steeds niets van het overlijden van de dalai lama in 1682.)
U liegt, terwijl u pretendeert de vrede te bevorderen. U bent aan het complotteren met Jilung Khuthuktu, een bondgenoot van Galdan. Die is geen voorstander van de vrede. Galdan probeert onze grenzen binnen te komen en te plunderen. U geeft uw lama's niet de juiste opdrachten. U geeft ze mijn instructies niet door. U bent te gulzig naar financiële winst, u bedriegt en u verbergt de activiteiten van Galdan.— Keizer Kangxi aan de vijfde dalai lama, 1691
In 1693 bekende de regent van Tibet de dood van de vijfde dalai lama sinds 1682 geheim te hebben gehouden en staakte de steun aan Galdan. In de jaren daarna waren er af en toe nog wat diplomatieke manoeuvres tussen Galdan en Kangxi. De laatste probeerde daarbij ook gebruik te maken van de vijanden die Galdan ook onder zijn voormalige bondgenoten van de westelijke Mongolen had gemaakt. In 1696 en 1697 volgden er nog drie militaire campagnes van Kangxi tegen Galdan. De situatie voor Galdan was toen al uitzichtloos. Hij weigerde echter het advies van zijn ministers op te volgen en met de keizer te onderhandelen over opgave. Tijdens de laatste militaire campagne van april 1697 overleed Galdan onder mysterieuze omstandigheden. Het meest waarschijnlijke is dat Galdan uiteindelijk vergiftigd werd door zijn eigen generaal. Het was zijn neef Tsewang Rabtan, die de resten van het stoffelijk overschot aan Kangxi uitleverde. In 1698 werden tijdens een grote plechtigheid in Peking de beenderen van het lichaam van Galdan verpletterd en daarna verstrooid.

## Staatsvorming

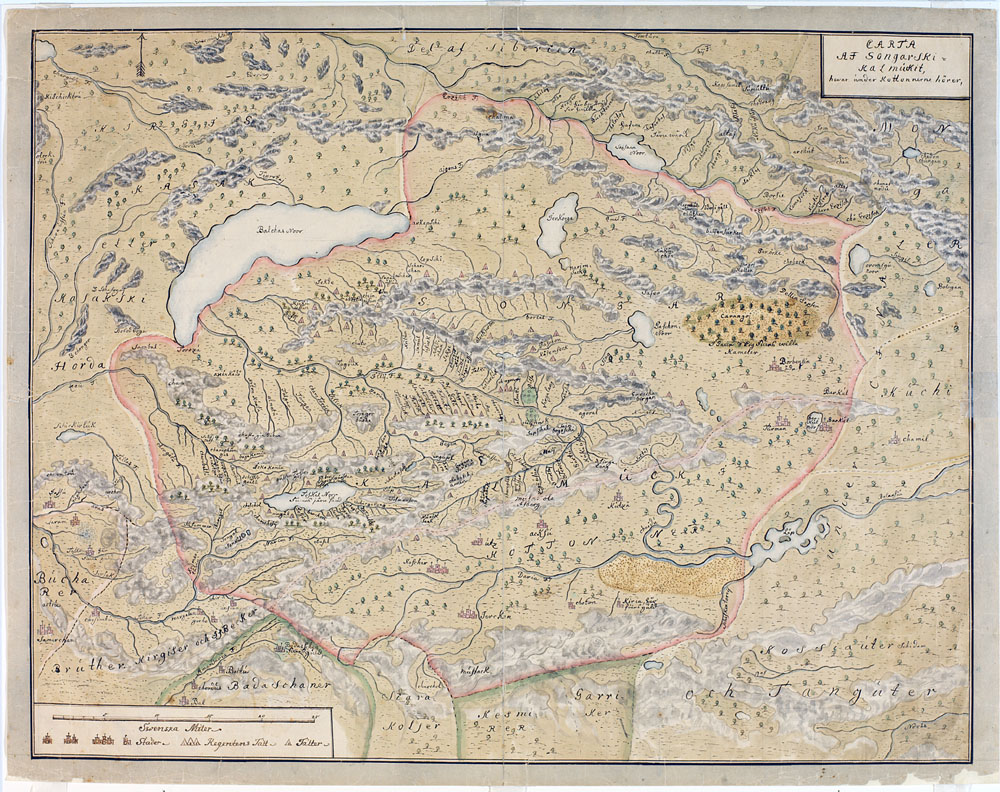
Een kaart van Johan Gustav Renat van Dzjoengarije

De dood van Galdan betekende geenszins het einde van de macht van de staat Dzjoengarije. Onder zijn opvolger Tsewang Rabtan en zijn zoon Galdan Tseren (r.1727-1745) werd een nieuwe machtspositie bereikt.
Tsewang Rabtan stimuleerde de ontwikkeling van landbouw en een vorm van industriële productie met hulp van Chinezen, Mantsjoes, Russen en zelfs Zweden.
Na de slag bij Poltava in 1709 waren een groot aantal Zweden gevangengenomen door de Russen. Een van hen, Johan Gustaf Renat, werd samen met andere Zweden naar Siberië gezonden om mogelijke goudvondsten te onderzoeken. Daar werden zij opnieuw gevangengenomen, nu door Dzjoengaren. Renat en enkele van zijn landgenoten zouden 17 jaar in Dzjoengarije verblijven.Renat trouwde tijdens zijn verblijf daar met Brigitta Scherzenfeldt, een eveneens gevangengenomen Zweedse vrouw. Scherzenfeldt zou na hun terugkeer in Zweden in 1734 haar ervaringen in Dzjoengarije op schrift stellen. Die geven een uniek beeld van de Dzjoengaarse samenleving in het begin van de achttiende eeuw.
Renat was vooral werkzaam op militair gebied. Hij produceerde artillerie, munitie, verbeterde de kennis op het gebied van metallurgie. Hij bracht verbeteringen aan in de wijze waarop goud gedolven kon worden. Renat was actief voor Tsewang Rabtan en Galdan Tseren tijdens militaire campagnes. Hij is echter vooral bekend om het feit, dat hij voor de Dzjoengaarse heersers een aantal landkaarten van hun deel van Centraal-Azië maakte.
Het zijn dit soort ontwikkelingen, die historici tot de overtuiging brengen, dat met name Galdan Tseren het idee had een staat te creëren, een rijk te bouwen, vergelijkbaar met dat van Rusland en China.

## Interventies in Tibet

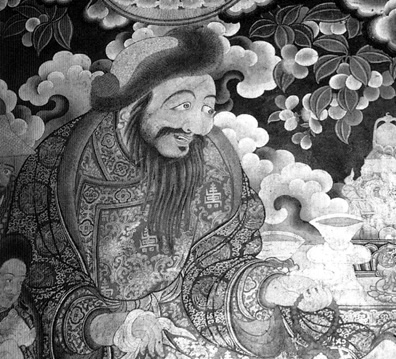
Güshri Khan

De heersers van de Oirat-Mongolen hadden als Tibetaanse boeddhisten de neiging om herhaaldelijk in Tibet te interveniëren.
In 1642 was dankzij de militaire interventie van Güshri Khan van de Khoshut-Mongolen de gelug en daarmee de vijfde dalai lama de overwinnaar in een decennia durende burgeroorlog geworden. Güshri Khan had zich tot koning van Tibet uitgeroepen, maar liet in de praktijk het politieke bestuur aan de dalai lama en zijn regenten over. Ook zijn directe opvolgers hadden geen interesse in politiek bestuur over Tibet. De meeste Mongolen uit die stammen hadden zich gevestigd in het gebied rond Kokonor.
Dat veranderde met de leider van de Khoshut aan het einde van de 17e eeuw, Lhabzang Khan. Deze had de ambitie weer actief een heersende rol in Tibet te spelen. Hij eiste even na 1702 zijn formele rechten op. In 1705 viel Lhabzang Khan - met instemming van de keizer Kangxi - Tibet met een grote legermacht binnen en bezette het land.
Lhabzang Khan besloot zijn positie verder te verankeren door ook van de toenmalige zesde dalai lama Tsangyang Gyatso uit te schakelen. Zijn voorvader Güshri Khan had een oprechte verering voor de vijfde dalai lama gevoeld. Lhabzang Khan had niets van dat gevoel voor Tsangyang Gyatso. Hij verachtte hem vanwege zijn frivole levenshouding en het volstrekt verwaarlozen van zijn taken als dalai lama. Hij wist de dalai lama af te zetten en benoemde een opvolger Yeshe Gyatso. (In de Tibetaanse geschiedschrijving wordt deze niet als dalai lama erkend.)
Lhabzang had de steun van een aanzienlijk deel van de Tibetaanse adel.
De hiërarchie van de gelug en met name de abten van de grote kloosters rondom Lhasa begonnen zich echter in toenemende mate van hem af te keren. Zij zochten toenadering tot Tsewang Rabtan. In 1717 viel zijn broer Tsering Dondup met een strijdmacht Tibet binnen. Door handlangers binnen de stad wisten zij Lhasa relatief gemakkelijk in te nemen. Lhabzang Khan vluchtte naar het Potalapaleis maar werd daar omgebracht.
De Dzjoengaren creëerden al snel een vorm van een schrikbewind. Zij plunderden Lhasa en het Potalapaleis en introduceerden een vorm van inquisitie, die de grote gelugkloosters onderzocht. Iedereen, die geen monnik was moest het klooster verlaten en iedere monnik aan wiens gedrag ook maar een beetje getwijfeld kon worden volgde dat lot. Als fanatieke gelovigen in de gelugdoctrine richtten zij hun acties in Centraal-Tibet vooral op kloosters en bezittingen van de nyingmatraditie. Hierbij werden bijvoorbeeld duizenden afbeeldingen van Padmasambhava vernietigd.
Kangxi besloot op dat moment om in te grijpen en een Chinese legermacht verdreef daarop in 1720 de Dzjoengaren uit Tibet en Lhasa. Dit was de aanvang van de periode van het Chinese protectoraat over Tibet.

## De periode 1720-1745

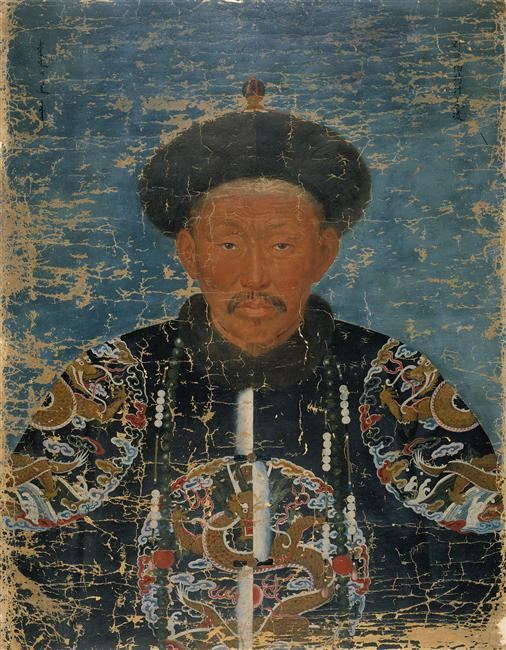
Galdan Tseren

Vrijwel tegelijkertijd met de vestiging van het Chinese protectoraat over Tibet verloren ook de Mongoolse prinsdommen in het gebied rondom Kokonor hun onafhankelijkheid. In 1723 kwamen deze al in opstand. De leider van de opstand in Kokonor, Lobzang Danjin, had hulp van de Dzjoengaren verwacht. Die hulp kwam niet, omdat Tsewang Rabtan op dat tijdstip een aantal militaire campagnes tegen de Kazachen voerde. Toen Labzang Danjin na het neerslaan van de opstand door de keizer Yongzheng, die in 1722 Kangxi was opgevolgd, naar Dzjoengarije vluchtte, kreeg hij daar wel onderdak. Tsewang Rabtan en later ook zijn opvolger Galdan Tseren weigerden Labzang Danjin uit te leveren.
Controle en stabiliteit in de regio Kokonor werd door de Chinese regering als essentieel gezien. Een mogelijke terugkeer van de charismatische Labzang Danjin naar Kokonor zou die stabiliteit ernstig in gevaar brengen. De weigering om Labzang Danjin uit te leveren werd dan ook een breekpunt in de betrekkingen met de Dzjoengaren.
In 1727 werd Tsewang Rabtan vermoord en opgevolgd door Galdan Tseren. In 1728 vonden in Peking een vorm van vredesonderhandelingen plaats. Galdan Tseren kreeg het aanbod om op reguliere wijze handelsmissies naar China te kunnen zenden in ruil voor een volstrekt duidelijke en gemarkeerde grens tussen Dzjoengarije en China, vergelijkbaar met de wijze waarop dat geregeld was in het verdrag van Kjachta dat eerder dat jaar met de Russen was getekend.

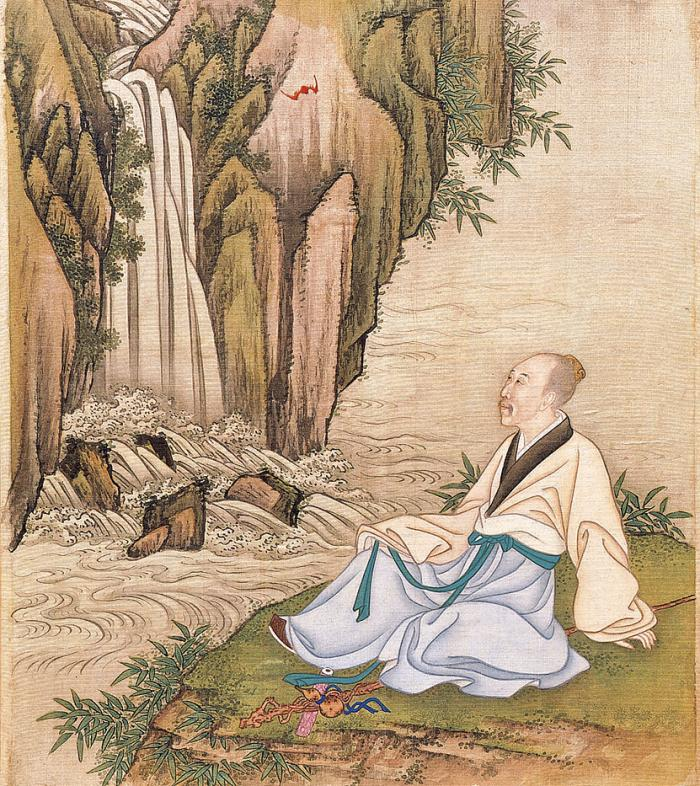
Yongzheng in een kostuum

De eis van Yongzheng daarbij was de uitlevering van Labzang Danjin. Een eis van Galdan Tseren was, dat de Chinezen de zogenaamde gekookte thee-missies van Dzjoengaren naar Tibet over Chinees grondgebied weer zouden toestaan. Dat waren in de eerste plaats missies van spirituele aard om eerbetoon aan Tibetaanse lama's te betuigen, maar ze werden gecombineerd met intensieve handelscontacten.
De onderhandelingen mislukten. In 1729 besloot Yongzheng dan ook tot een agressieve campagne, gericht op de vernietiging van de Dzjoengaarse staat. In 1731 werd echter het Chinese leger met een aantal Mongoolse bondgenoten nabij Khobdo vrijwel geheel door de Dzjoengaren vernietigd. In 1734 vonden opnieuw onderhandelingen plaats met opnieuw een duidelijk gemarkeerde grens als voornaamste punt. Men werd het echter niet eens over die grenzen.
In 1735 overleed Yongzheng en werd als keizer opgevolgd door Qianlong (1711-1799). In 1739 werd een vorm van een wapenstilstand getekend. Hierbij kwam uiteindelijk een gemarkeerde grens tot stand. Regelmatige handelsmissies van de Dzjoengaren naar China werden mogelijk en de zogenaamde gekookte thee-missies van Dzjoengaren naar Tibet over Chinees grondgebied werden toegestaan via de route over Xining.
In het protocol bij de getekende wapenstilstand werd afgesproken, dat de Dzjoengaren iedere vier jaar een tribuutmissie naar Peking konden zenden en iedere twee jaar naar de grenssteden.
Na het tekenen van de wapenstilstand brak een periode van vijftien jaar aan, waarin de economieën van Dzjoengarije en China sterk op elkaar betrokken raakten. Voor de Chinezen was een nevenschikkend doel dan ook de Dzjoengaren via deze handelscontacten te "transformeren" naar "een vorm van hogere beschaving".
Historici zijn het erover eens, dat Qianlong in deze periode een poging ondernam om tot een vorm van co-existentie met de staat Dzjoengarije te komen. Het was dan ook om die reden, dat hij alle klachten van ambtenaren - waarvan vele terecht - over in omvang veel grotere missies dan afgesproken, het in de praktijk aan de grenssteden ieder jaar ontvangen van een missie en excessieve prijzen naast zich neerlegde. Aan het begin van deze periode van vijftien jaar betaalden de Chinezen de Dzjoengaren voor ongeveer 6% van de door hen geleverde producten in zilver. In 1746 was dat opgelopen tot 40%. Ook klachten over deze uitstroom van zilver legde Qianlong naast zich neer.

## De val van de Dzjoengaren

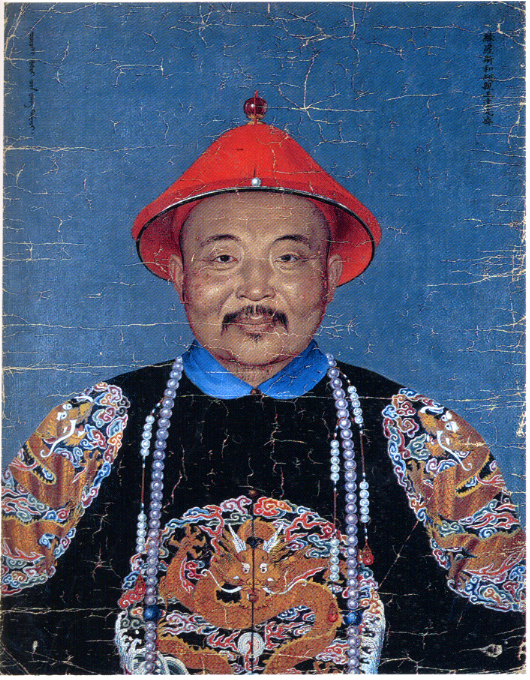
Dawaci

In 1745 overleed Galdan Tseren. Hij werd opgevolgd door een van zijn drie zoons, Tsewang Dorji Namjal. Die wordt vrijwel altijd beschreven als een gewelddadige, perverse, paranoïde persoon, die vooral in grote hoeveelheden alcohol geïnteresseerd was. Zijn oudste broer, Lama Darja, pleegde in 1749 een staatsgreep en liet Tsewang Dorji Namal in 1750 vermoorden.

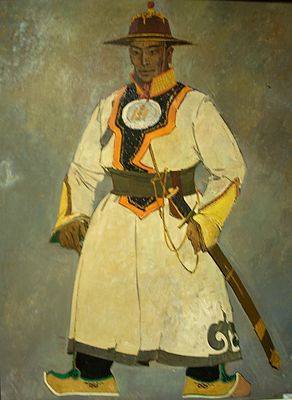
Een schilderij van Amursana in het museum in Hovd

In 1751 kwam Lama Darja in conflict met twee van zijn krijgsheren. De eerste was Dawaci, de tweede Amursana. In 1752 was er een muiterij van de troepen van Lama Darja, die hem vermoordden. Dawaci riep zich uit tot leider van de Dzjoengaren. Maar ook Dawaci, eenmaal aan de macht, werd alcoholist en ontwikkelde daarna een haat tegen Amursana.
Amursana behoorde feitelijk niet tot de adel van de Dzjoengaren. Zijn afstamming moest meer gevonden worden bij de Khoshut-Mongolen. Hij had echter bij een deel van de Dzjoengaarse elite wel een machtspositie opgebouwd. Amursana stelde Dawaci voor het land van Dzjoengarije onder hen tweeën te verdelen. Dawaci weigerde en dwong Amursana naar het oosten te vluchten. Dat hadden inmiddels vele andere Dzjoengaarse leiders ook gedaan. Die werden door de Qing van harte welkom geheten. Prinsen van de Dzjoengaren ontvingen prachtige titels en werden ontvangen in Chengde, het zomerpaleis van de keizer.
Amursana arriveerde in Khobdo. Daar bood hij zijn onderwerping aan Qianlong aan als die hem zou steunen in zijn ambitie de enige leider van Dzjoengarije te worden. Die kans werd door Qianlong gegrepen, hoewel Qianlong weigerde zich op dat moment te binden aan de garantie voor leiderschap van Amursana in Dzjoengarije. Het werd een relatief korte campagne, waarin Khalka-Mongolen, Kazachen en Russen ook nog ieder een eigen rol speelden. Het leger van Qianlong voegde zich ten westen van Ürümqi bij dat van Amursana en in juli 1755 werd het resterende deel van het leger van Dawaci verslagen. De laatste vluchtte naar het zuiden, waar hij gevangengenomen werd door Hakim Beg Hojis. Awaci werd naar Peking gezonden. Qianlong toonde clementie, maakte hem tot prins en liet hem een prinses uit de koninklijke familie trouwen.
Amursana vroeg nu de bevestiging dat hij de enige leider van de Dzjoengaren zou worden. Qianlong wilde niet verder gaan dan hem Khan van de Khoshut te maken. Dat werd door Amursana geweigerd op basis van de argumentatie dat de Dzjoengaren één onomstreden leider behoefden. Hij weigerde dan ook de giften en zegels die hem door Qianlong gezonden werden. In plaats daarvan gebruikte hij het zegel van Galdan Tseren, de laatste onomstreden leider van de Dzjoengaren.
Amursana begon ook meer actief bondgenoten te werven. Hij betaalde grote sommen geld aan Tibetaanse lama's om zijn strijd van moreel gezag te voorzien. Hij wist een aantal groepen Kazachen aan zich te binden. Voor Qianlong lag het grootste gevaar echter in het feit, dat Amursana actief werd in een opstand van de Khalka-Mongolen in Buiten-Mongolië.
Na de aanvallen van Galdan in 1688 en 1689 op de Khalkha's hadden die zich onder de bescherming van de Chinese keizer gesteld. In 1691 onderwierpen ze zich formeel aan de Qing en werd het gebied van de huidige republiek Mongolië aan het Chinese rijk toegevoegd. Bij een deel van de Khalkha adel was in het midden van de 18e eeuw sprake van grote onvrede. De Khalkha's werden bijvoorbeeld verplicht miljoenen paarden en kamelen te leveren voor de oorlogen tegen de Dzjoengaren. Dat had een catastrofaal effect op hun economie.

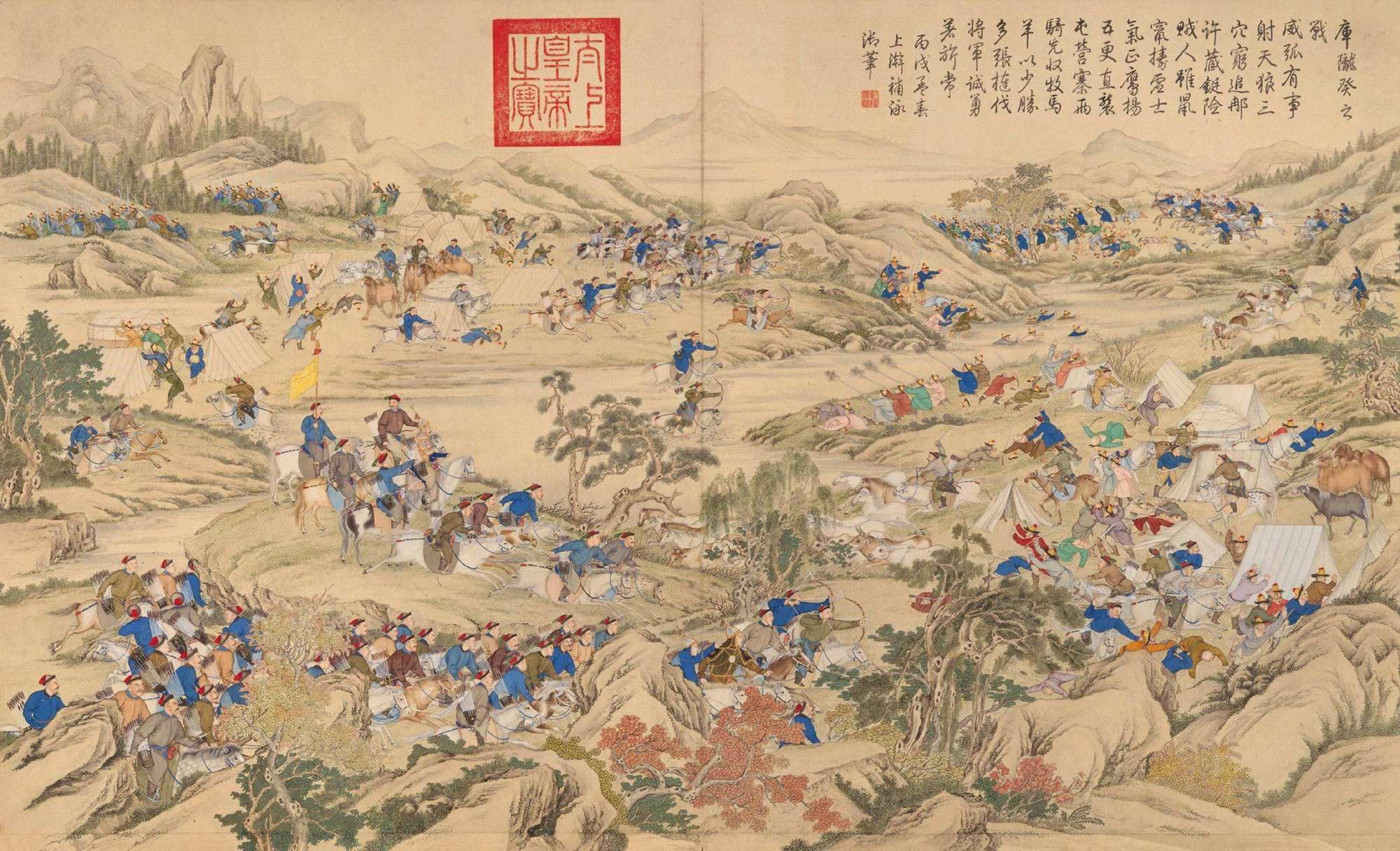
De definitieve nederlaag van Amursana in de slag bij de berg Khuringui

Qianlong werd gedwongen eerst die opstand neer te slaan. Als gevolg daarvan was zijn troepenmacht in het westen niet sterk genoeg om Amursana snel te verslaan. Er werden een aantal nederlagen geleden tegen Amursana en zijn belangrijkste generaal Bandi pleegde zelfmoord. Een aantal keren dat Amursana geconfronteerd werd met een sterker Chinees leger wist hij te ontsnappen. Naarmate de tijd vorderde werd zijn positie echter steeds meer onhoudbaar. Bij gebrek aan blijvend succes werd hij door zijn bondgenoten verlaten. In juli 1757 vroeg hij toegang tot een fort op Russisch grondgebied. Toen ontdekt werd dat hij aan pokken leed, werd hij overgebracht naar Tobolsk en daar in quarantaine gehouden. Hij overleed op 21 september 1757.
De Russen hielden deze feiten voor de Chinezen verborgen. Er werd hen verteld, dat Amursana verdronken zou zijn tijdens een oversteek van de rivier de Irtysj. De Chinezen dregden gedurende een maand in de rivier. In het najaar waren de Chinezen ervan overtuigd, dat de Russen gelogen hadden. Deze hadden Amursana inmiddels begraven. Pas in 1758 vertelde een Russische functionaris de juiste toedracht aan Chinese vertegenwoordigers en bood hun de mogelijkheid het stoffelijk overschot te zien.
De Russen weigerden echter dit over te dragen aan de Chinezen. In de jaren daarna was deze weigering aanleiding tot een serie diplomatieke incidenten, zoals huisarrest voor monniken van de Russisch-orthodoxe Kerk in Peking en beperking van het Russische handelsvolume naar China.
In de Chinese geschiedschrijving wordt gesteld dat de Russen een zowel levende als dode Amursana wilden gebruiken om hun rol in Centraal-Azië duidelijk te profileren. In de Russische geschiedschrijving is Amursana vaak het symbool van verzet tegen een agressief imperialisme van de Qing-dynastie.
In retrospectief concluderen de meeste historici dat de finale klap aan het rijk van de Dzjoengaren natuurlijk werd uitgedeeld door de legers van Qianlong. De aanleiding en de gelegenheid lagen echter in het feit, dat na de dood van Galdan Tseren in 1745 en vooral na 1750 de Dzjoengaren "terugvielen" in chaotische onderlinge strijd.
Hun staatsvorming was niet ver genoeg gevorderd. Hun drijfveer was niet gelegen in een ontwikkeling en assimilatie naar een stabiele staatsordening, maar in het mobiliseren van bronnen voor rijkdom en defensie. In 1747, tien jaar na het vertrek van de Zweden uit het land, waren alle metaalfabrieken alweer opgegeven als te ingewikkeld en niet winstgevend genoeg voor de korte termijn.

## De massamoord op de Dzjoengaren

Omvang van het Chinese rijk na de val van de Dzjoengaren

Vanaf 1755 werd een campagne gevoerd die gericht was op de eliminatie van het Dzjoengaarse volk. Die campagne ontmoette overigens grote tegenstand bij Chinese legerleiders in het westen. Qianlong strafte en ontsloeg een aanzienlijk aantal commandanten, omdat deze te veel Dzjoengaren in leven lieten. Tijdens de campagne werd gebruikgemaakt van doelbewust gecreëerde hongersnoden. Wel werden oude mannen, jonge kinderen en vrouwen af en toe gespaard. Die werden als horigen aan andere Mongoolse stammen gegeven, maar in alle gevallen verloren zij hun tribale identiteit. Een autoriteit als de historicus Charles Bawden spreekt dan ook over etnische genocide.
Vanaf midden 1757 werd dat beleid van eliminatie iets gematigd. Er waren grote groepen Dzjoengaren die zich hadden overgegeven. Diegenen die zich buitengewoon loyaal ten opzichte van het gezag van de Qing opstelden, werden gespaard en konden verhuizen naar weidegronden ver in het binnenland. Ieder gedrag dat echter geïnterpreteerd kon worden als niet loyaal, leidde alsnog tot executie.
De meeste schattingen van het aantal Dzjoengaren voor aanvang van de massamoord komen uit op ongeveer 600.000 mensen. Er zijn uiteraard meerdere schattingen van aantallen slachtoffers. Hedendaagse historici achten de volgende cijfers min of meer reëel. Ongeveer 40% van de Dzjoengaren zou overleden zijn als gevolg van honger, ondervoeding en ziekten als gevolg daarvan. 30% als gevolg van militair optreden en executies. 20% wist te vluchten en de rest - meest oudere mannen, kinderen en vrouwen - werden als horigen aan andere Mongoolse stammen gegeven.
Het gebied van de Dzjoengaren werd opnieuw bevolkt door nieuwe kolonisten die zich met staatssteun daar konden vestigen. Miljoenen Han-Chinezen die zich als boer vestigden, Hui, Mantsjoes en kolonisten uit de oasesteden van Turkestan.

## Lijst van heersers van de Dzjoengaren en hun regeerperiode
- Khara Khula (gestorven in 1635)
- Erdeni Batur, ook wel Batur Hongtaiji (1635-1653)
- Sengge (1664-1670)
- Galdan (1671-1697)
- Tsewang Rabtan (1697-1727)
- Galdan Tseren (1627-1745)
- Tsewang Dorji Namjal (1746-1749)
- Lama Darja (1749-1753)
- Dawaci (1753-1755)
- Amursana (1755-1757)